# 徳川昌丸
徳川 昌丸（とくがわ まさまる）は、江戸時代後期の武士。御三卿・一橋家の8代当主。
弘化3年（1846年）1月8日、尾張家市谷邸で誕生。父は尾張藩藩主・徳川斉荘、母は宮田氏。幼名は昌丸。父・斉荘は、昌丸が生まれる前年、弘化2年（1845年）7月6日に亡くなっている。
弘化4年（1847年）5月7日、一橋家7代当主・慶壽が死去。同日、一橋家の家督を相続した。当時、一橋家の当主になるということは事実上、将軍家世子に次ぐ将軍候補になるということであった。
同年8月20日、2歳で夭折した。法号は馨明院。墓地は芝増上寺にある。
同年9月1日、幕命により水戸藩藩主・徳川斉昭の七男・慶喜が跡を継いだ。これにより、一橋家では曽祖父の治済から続いた血筋が絶えた。
嘉永元年（1848年）4月10日、従三位左近衛権中将を追贈された。